# Henria quercivora
Henria quercivora är en tvåvingeart som först beskrevs av Ephraim Porter Felt 1912.  Henria quercivora ingår i släktet Henria och familjen gallmyggor. Inga underarter finns listade i Catalogue of Life.